# Ernst Saalwächter
Ernst Saalwächter (* 18. August 1897 in Neuss; † 8. August 1968 in Wermelskirchen) war ein deutscher Politiker (KPD), Buchhändler, KZ-Häftling sowie Mitbegründer und Funktionär der Vereinigung der Verfolgten des Naziregimes – Bund der Antifaschistinnen und Antifaschisten (VVN).

## Leben
Saalwächter absolvierte nach dem Volksschulbesuch eine Sattlerlehre. Nach Ausbruch des Ersten Weltkrieges beteiligte er sich in Düsseldorf als Angehöriger der sozialistischen Jugendbewegung an Jugendprotesten gegen den Krieg. Er wurde 1916 zum Kriegsdienst eingezogen, blieb jedoch seiner antimilitaristischen Haltung treu und verteilte konspirativ Flugblätter mit Antikriegsparolen. Eine deswegen erfolgte Anklage wegen Hochverrats im September 1918 wurde in den Nachkriegswirren fallengelassen. Ab November 1918 gehörte er einem Arbeiter- und Soldatenrat an. Für die KPD betätigte er sich zunächst als Organisationssekretär und später als Stadtrat. Beruflich orientierte er sich um, besuchte Vorlesungen an der Universität und gründete Anfang der 1920er Jahre einen Buchladen, den er nach einigen Jahren jedoch wieder aufgeben musste.
Nach der Machtübergabe an die Nationalsozialisten wurde er am 25. März 1933 festgenommen und durch das Reichsgericht Leipzig wegen Vorbereitung zum Hochverrat zu einer zweijährigen Haftstrafe verurteilt, die er im Straflager Brual-Rhede verbüßte. Anschließend wurde er in das KZ Esterwegen eingeliefert und nach dessen Auflösung 1936 in das KZ Sachsenhausen verlegt. Anfang Juni 1940 wurde er in das neu errichtete KZ Neuengamme verlegt, wo er als Kapo das Tischlereikommando leitete. In dieser Funktion konnte er Mithäftlingen durch Unterbringung in seinem Kommando helfen und zur Schaffung besserer Arbeitsbedingungen beitragen. Er organisierte Hilfen für die sowjetischen Kriegsgefangenen im Lager. Im Oktober 1943 wurde er von dieser Funktion entbunden und Blockältester der Strafkompanie. Es gelang ihm, die Lebensbedingungen innerhalb der Strafkompanie zu verbessern. Im November 1944 folgte er Jakob Fetz als Lagerältester nach, der höchsten Position innerhalb der Häftlingshierarchie im Lager. Es gelang ihm, den Einfluss politischer Häftlinge gegenüber den „Grünen“ voranzutreiben und im Lagerwiderstand mitzuarbeiten. Er weigerte sich gegenüber dem Rapportführer Wilhelm Dreimann, als Lagerältester an Exekutionen von Mithäftlingen teilzunehmen, was für ihn folgenlos blieb. Als zu weich geltend, wurde er Ende März 1945 durch Schutzhaftlagerführer Anton Thumann von seinem Posten enthoben. Ende April 1945 wurde er mit weiteren Häftlingen zur SS-Kaserne nach Hamburg-Langenhorn verbracht, um in der Sonderformation Dirlewanger noch in den letzten Tagen des Zweiten Weltkrieges Kriegsdienst zu leisten. Auf dem Weg zur Front konnte er sich Anfang Mai 1945 von der Truppe absetzen und bis zu Befreiung wenige Tage später untertauchen.
Zunächst blieb er in Hamburg und arbeitete bis zu seiner Rückkehr nach Düsseldorf im August 1945 in der Prüfstelle für Nazi-Verfolgte mit. Er begründete am 20. Oktober 1946 in Düsseldorf die VVN mit und übernahm gemeinsam mit Peter Lütsches den Vorsitz des NRW-Landesverbandes. Bei der VVN übernahm er Funktionen auf Kreisebene. Er gehörte dem Präsidium der VVN an und wurde Ehrenvorsitzender des NRW-Landesverbandes.